# Milovice (Boemia centrale)
Milovice è una città della Repubblica Ceca facente parte del distretto di Nymburk, in Boemia Centrale.

## Monumenti e luoghi d'interesse

### Architetture civili
- Italský vojenský hřbitov (Cimitero militare italiano) - si trova a sud-ovest della città e fu un campo di prigionia austro-ungarico per soldati italiani e russi durante la prima guerra mondiale. Vennero internati quasi 20.000 uomini, molti dei quali morirono per epidemie di tifo e per fame. Nel cimitero vennero sepolti 5.276 soldati italiani,[3] 521 russi e 51 serbi.